# Roxeth
Roxeth est une zone anglaise située au nord-ouest de Londres, dans le borough londonien de Harrow.